# Андріанов Сергій Миколайович
Сергі́й Микола́йович Андріа́нов (13 липня 1906, Москва — 1993, Київ) — російський інженер-будівельник, державний і громадський діяч Української РСР, заступник голови Ради міністрів УРСР (у 1963—1975 роках), голова Державного комітету Ради міністрів УРСР у справах будівництва (у 1961—1968 роках). Депутат Верховної Ради УРСР 3—4 та 6—8-го скликань. Член ЦК КПУ у 1952—1976 роках.

## Біографія
Сергій Миколайович Андріанов народився 13 липня 1906 року у Москві в робітничій родині. Працював слюсарем: у 1925—1928 роках — в авторемонтних майстернях, у 1928—1930 роках — на заводі залізобетонних виробів.
У 1930—1935 роках навчався в Московському інженерно-будівельному інституті (нині Московський державний будівельний університет).
Закінчивши інститут, працював на керівних посадах на будівництві: у 1935—1938 роках — каналу Москва — Волга, у 1938—1939 роках — Куйбишевського гідровузла, 1939—1941 роках — Углицького і Шекснинського гідровузлів.
1941 року став член ВКП(б). У 1941—1950 роках був директором Щербаковської ГЕС (нині Рибінська ГЕС на річках Волга та Шексна в Ярославській області, біля міста Рибінськ).
Від 1950 року працював в Україні. У 1950—1960 роках був начальником управління «Дніпробуд» та начальником будівництва Каховської ГЕС.
24 жовтня 1952 року Олександр Довженко занотував у щоденнику :
| На противагу начальнику Запорізької ГЕС, людині з могутньою пробивною силою і великими пристрастями, але і великим хамом, Андріанов — людина прекрасна. Він гуманний і м'який, хоч може й образити людину грубим словом. Але у нього є одна біда, яка є бідою всього Дніпробуду. Він не знає будівництва так, як його треба знати начальнику. А не знаючи всього досконально, не маючи всевидящого ока, він не почуває і головної ланки. Тому головні ланки не мають його достатньої уваги. Йому все ніколи. У нього не вистачає часу на все. А йому не треба займатися всім. Коли невправка, кинь до чорта другорядні діла. Самі якось там зробляться. Навалюйся по чім попало на головне: рви його, щоб все кипіло в ньому, щоб почувалася на ньому твоя люта пристрасть, щоб усі се бачили і відчували. І вже коли там чогось нема — добивайся особисто, не давай спокою міністру, уряду. Вимолюй!.. Він уникає міністра, чому? Міністр — інженер, скрупульозний, любить вникати в деталі. А Сергій Миколайович деталей не знає і кілька разів потрапляв у невигідне становище. |
Від 20 квітня 1960 до 6 серпня 1968 року — голова Державного комітету Ради Міністрів УРСР у справах будівництва. Від 10 травня 1963 до 25 квітня 1975 року — водночас заступник Голови Ради Міністрів УРСР.
З квітня 1975 року — персональний пенсіонер у місті Києві.
Депутат Верховної Ради УРСР п'яти скликань — 3-го (обрано 1951 року), 4-го (обрано 1955 року), 6-го (обрано 1963 року), 7-го (обрано 1967 року), 8-го (обрано 1971 року).
На XVII (1952), XVIII (1954), XIX (1956), XXI (1960), XXII (1961), XXIII (1966) та XXIV (1971) з'їздах Комуністичної партії України обирався членом Центрального комітету КПУ.
1967 року письменник Борис Ямпольський у нарисі «Ділові люди», опублікованому в журналі «Вітчизна», писав:
| Головне — виграш часу! А коли виграємо, коли навчимося як слід берегти його, вистачить часу на все. Згадався в зв'язку з цим такий випадок. Готувалися до пуску першої турбіни Каховської ГЕС. Напередодні цієї події годині о шостій вечора у Палаці культури влаштували концерт. І багато хто звернув увагу на те, що одним з перших прийшов на концерт начальник будови Сергій Миколайович Андріанов. Він не бігав по майданчику гідростанції, не кричав, не підганяв: «Давай, давай!» — не поглядав нервово на годинник, мовляв, усе горить і зривається. Ні, був графік, його додержувалися по годинах, все йшло нормально, і начальник будови міг спокійно піти на концерт. Очевидно, ділові якості цієї людини спростили його шлях від начальника будови до начальника Укрдержбуду, заступника голови Ради Міністрів республіки. |

## Нагороди
- орден Леніна (1957);
- два ордени Трудового Червоного Прапора (1944);
- орден «Знак Пошани»;
- медаль «За доблесну працю. В ознаменування 100-річчя з дня народження Володимира Ілліча Леніна» (1970);
- медалі.